# Движение за независимость Гавайских островов
Движение за независимость Гавайских островов (гав. ke ea Hawai‘i) — политически неоднородное движение, выступающее в различных формах за предоставление Гавайским островам, являющимся штатом США, независимости. Большинство групп движения выступает за преемственность по отношению к Королевству Гавайи, считая свержение последней гавайской королевы Лилиуокалани незаконным, а захват страны США в 1898 году — военной оккупацией, продолжающейся и по сей день.
В то время как одни группы требуют прав на «самоопределение и самоуправление», так называемого «племенного суверенитета» («нация в нации» — англ. nation to nation) или хотя бы той или иной компенсации от правительства США за незаконные свержение королевы и оккупацию, другие стремятся к полной политической независимости.
На Гавайях существует также движение против независимости, которое рассматривает историческую и правовую основу требований сторонников независимости недействительной и дискриминационной.

## История
Движение за независимость возникло на Гавайских островах сразу же после свержения королевы в 1893 году и установления американцами режима марионеточной Гавайской республики. Его лидером стал Роберт Уильям Уилкокс, который поднял первое (неудачное) восстание на Гавайях ещё в 1889 году, протестуя против принятия новой конституции королевства, дающей слишком большие права американцам, и возглавлял войска мятежников во время контрреволюции 1895 года, когда была предпринята попытка вернуть Лилиуокалани трон.
Через два года после аннексии Гавайев, 6 июня 1900 года, Роберт Уилкокс с белорусским народником Николаем Судзиловским-Русселем сформировал радикальную Партию гавайского самоуправления, которая доминировала в законодательном собрании Гавайев в 1900—1902 годах. Но в связи с их философией радикализма и крайнего гавайского национализма они отказывались сотрудничать с другими партиями, поэтому постепенно теряли поддержку населения: после выборов 1902 года число их сторонников снижалось, а в 1912 году партия распалась. 
В апреле 1900 года Джоном Уилсоном, Джоном Мак-Гру, Чарльзом Маккарти, Дэвидом Кавананакой и Делбертом Мецгером была образована менее радикальная Демократическая партия Гавайев, спонсируемая Демократической партией США. В отличие от радикалов, они не требовали полной независимости, а выступали только за более широкое представительство коренных гавайцев в органах территориального управления и выделения территории в 810 км² для проживания исключительно гавайцев.

## Современные организации движения
Современное движение за независимость Гавайских островов берёт своё начало в 1969 году, когда была основана группа «Aloha». Её целью было лишь получение от правительства США репараций и возвращения для проживания коренного населения определённых территорий.
Наиболее многочисленными группами являются «Ка Лахуи Хаваи‘и», выступающее за признание гавайцев одной из «первых наций» в рамках США наравне с индейцами и аборигенными народами Аляски, а также «Ка Пакаукау» и «Пока Лаенуи», считающие аннексию Гавайев в 1898 году незаконной и выступающие за полную политическую независимость островов.